# Cryptotreta pallida
Cryptotreta pallida är en tvåvingeart som först beskrevs av Cole 1923.  Cryptotreta pallida ingår i släktet Cryptotreta och familjen borrflugor. Inga underarter finns listade i Catalogue of Life.